# Штутгартер Киккерс
«Штутгартер Киккерс» (нем. Stuttgarter Kickers) — спортивное общество из района Дегерлох (Штутгарт, Германия), насчитывающее 1600 членов и наиболее известное своим футбольным клубом.

## История
Клуб был основан 21 сентября 1899 года 21 энтузиастом, отказавшихся от дальнейшего членства в «Канштаттер Фусбальклуб» (нем. Cannstatter Fußballklub) из-за того, что тот всё более и более концентрировался на регби. Созданный клуб включал в себя футбол и легкую атлетику.
8 июля 1900 «Штутгартер Киккерс» стал первым клубом из Штутгарта, вступившим в Союз южногерманских футбольных клубов, после этого команда быстро стала лучшей в Вюртемберге, и, до начала Первой мировой войны, каждый раз становились чемпионом Вюртемберга.
За свою историю клуб дважды выступал в первой Бундеслиге — в сезонах 1988/89 и 1991/92 гг.

## Достижения
- Вице-Чемпион Германии: 1908
- Чемпион южной Лиги: 1908, 1913, 1917
- Чемпион Второй Бундеслиги: 1988
- Чемпион II дивизиона: 1951, 1959
- Чемпион Региональной Лиги Юг: 1996
- Чемпион земли Вюртемберг: 1901, 1902, 1903, 1904, 1905, 1906, 1907, 1908, 1909, 1910, 1911, 1912, 1913, 1914, 1916, 1917, 1921, 1923, 1924, 1925, 1928, 1933, 1936, 1939, 1940, 1941, 1942, 1943
- Финалист Кубка Германии: 1987
- Полуфиналист Кубка Германии: 2000
- Победитель Кубка Интертото: 1981

## Любительский футбол
Любительская команда «Штутгартер Киккерс» была образована в 1950-х годах. Параллельно с любителями в это же время была ещё команда игроков, работавших по контракту, распущенная несколькими годами позже.